# Manuel Falcão
Manuel António de Sena Rosa Falcão (Lisboa, 23 de Junho de 1954), é um ex-jornalista português. Fundou o jornal Blitz e O Independente, dirigiu o jornal Se7e e o canal :2 da RTP.

## Carreira
Estudou Medicina, mas largou-a definitivamente, começando a trabalhar como jornalista, primeiro como repórter fotográfico e depois como redactor e editor. Duas fotografias suas integraram a exposição “Fotografia portuguesa 1970-1980”, comissariada por José Reis, apresentada em 1984.
Trabalhou no jornal Voz do Povo, no diário Portugal Hoje e foi um dos fundadores da agência Notícias de Portugal (NP), em 1982. Integrou a agência Lusa quando a NP e a ANOP se fundiram. Em 1987 ingressou no Expresso e em 1988 foi um dos fundadores de O Independente, como subdirector. Em 1984 havia fundado o jornal Blitz, do qual foi director até 1992, ano em que foi dirigir o semanário Se7e. Mais tarde trabalhou na Visão, de que fez parte do Conselho Editorial fundador. Integrou ainda a direcção da revista Face e colaborou nos jornais Off Side e Tal & Qual.
A ligação de Manuel Falcão ao jornalismo musical começou com o Som 80, um suplemento de sábado do diário Portugal Hoje. Na época foi um dos poucos jornalistas a defender o posicionamento dos Heróis do Mar contra as acusações de que seriam propagandistas de direita. Depois do fim do Portugal Hoje juntou uma pequena equipa de jornalistas e criou o Blitz, um semanário dedicado à música contemporânea, considerado uma referência geracional — quer pelo papel que teve na relação com grupos rock e pop portugueses, quer pela atenção à música nova que despontava no pós-punk. O jornal marcou uma época também pelo grafismo, a cargo de Cândida Ruivo, e da edição fotográfica, tendo publicado alguns dos primeiros trabalhos de nomes como Inês Gonçalves, Álvaro Rosendo ou Daniel Blaufuks, entre outros, como Luís Vasconcelos. O seu lema era "Às terças-feiras a música em jornal". O primeiro número saiu a 6 de Novembro de 1984 com Siouxsie Sioux na capa. Muitos dos colaboradores do Blitz vieram mais tarde a colaborar também em O Independente.
Foi também Presidente do Instituto Português de Cinema, Chefe de Gabinete do Secretário de Estado da Cultura, Director do Centro de Espectáculos do CCB (durante o primeiro ano de funcionamento). Realizou programas de rádio na RFM, Rádio Clube Português, Antena 1 e Antena 2.
Na segunda metade dos anos 90 foi Administrador da Valentim de Carvalho, com responsabilidades na edição discográfica e produção de televisão. Foi fundador e Presidente da Associação de Produtores Independentes de Televisão, Administrador da EGEAC (empresa municipal de Lisboa na área da gestão de espaços culturais), Administrador do Pavilhão Atlântico e Director de Programas do 2.º canal da RTP, 2: (2002-2005). Integrou o Conselho de Opinião da RTP e o grupo de trabalho para a definição de serviço público de televisão, em 2002.  
Em Janeiro de 2006 assumiu o cargo de Director Geral da Nova Expressão - Agência de Planeamento de Media e Publicidade e integrou o respectivo Conselho Executivo até Janeiro de 2021. Em Agosto de 2022 iniciou funções no Conselho de Administração da EGEAC como vogal não executivo.
Em 2013 criou a SF Media que publica a Amieira Livros, uma editora dedicada à fotografia.
Em 2019 fotografou, em co-autoria com Dalila Pinto de Almeida (texto), o livro Visita Privada - Artistas e Ateliês.
Em julho de 2020, Manuel Falcão recebeu o Prémio Carreira atribuído pela revista Marketeer.
Entre agosto de 2022 e dezembro de 2023 foi vogal não executivo da EGEAC – Empresa de Gestão de Equipamentos e Animação Cultural.